# Christopher Mark Adrian Stapleton
Pour les articles homonymes, voir Stapleton.
Christopher Mark Adrian Stapleton, né en 1957, est un botaniste anglais spécialiste de l'étude des bambous (Poaceae).

## Quelques publications
- S. Sungkaew, C.M.A. Stapleton, N. Salamin & T.R. Hodkinson. 2009. Non-monophyly of the woody bamboos (Bambuseae; Poaceae): a multi-gene region phylogenetic analysis of Bambusoideae s.s., Journal of Plant Research, 122 : 95 - 108
- C.M.A. Stapleton, G Ní Chonghaile & T.R. Hodkinson. 2009. Molecular phylogeny of Asian woody bamboos: review for the Flora of China, Bamboo Science and Culture: The Journal of the American Bamboo Society 22 (1) : 5 - 25
- S. Sungkaew, A. Teerawatananon, J.A.N. Parnell, C.M.A. Stapleton & TR Hodkinson. 2008. Phuphanochloa, a new bamboo genus (Poaceae: Bambusoideae) from Thailand, Kew Bulletin 63 : 669 - 673
- S. Sungkaew, A. Teerwatananon, J.A.N. Parnell, S. Dransfield, C.M.A. Stapleton & T. Hodkinson. 2007. Dendrocalamus khoonmengii, a new bamboo species (Poaceae: Bambusoideae) from Peninsular Thailand, Thai Forest Bulletin 35 : 98 - 102
- The Bamboo Phylogeny Group: L.G. Clark, G. Cortes, S. Dransfield, T.S. Filgueiras, G.F. Guala, T.R. Hodkinson, E. Judziewicz, S. Kelchner, M. Kumar, Li D-H, X. Londona, M.T. Mejia, A.P. Santos-Goncalves, C.M.A. Stapleton, J. Triplett, E. Widjaja, Wong KM, Xia N-H. 2006. The bamboo phylogeny project, Bamboo 27 (6) : 11 - 14
- C.M.A. Stapleton, G Ní Chonghaile, T.R. Hodkinson. 2004. Sarocalamus, a new Sino-Himalayan bamboo genus (Poaceae: Bambusoideae), Novon 14 : 245 - 349
- T.R. Hodkinson, S.A. Renvoize, G Ní Chonghaile, C.M.A. Stapleton, M.W. Chase. 2000. A comparison of ITS nuclear rDNA sequence data and AFLP markers for phylogenetic studies in Phyllostachys (Bambusoideae, Poaceae), Journal of Plant Research 113 : 259 - 269
- C.M.A. Stapleton, J. Jones. 1987. Effects of vernalization on the subsequent rates of leaf extension and photosynthesis of perennial ryegrass (Lolium perenne L.), Grass & Forage Science 42 : 27 - 31